# Saint-André-sur-Orne
Pour les articles homonymes, voir Saint-André.
Saint-André-sur-Orne est une commune française située dans le département du Calvados en région Normandie, peuplée de 1 727 habitants.

## Géographie

### Localisation
Commune située à 7 km au sud de Caen et à 35 km au sud-est de Bayeux.
| Maltot, Louvigny   | Fleury-sur-Orne      | Fleury-sur-Orne          |
| Feuguerolles-Bully | Saint-André-sur-Orne | Saint-Martin-de-Fontenay |
| Feuguerolles-Bully | May-sur-Orne         | Saint-Martin-de-Fontenay |

### Hydrographie
La commune est située dans le bassin Seine-Normandie. Elle est drainée par l'Orne et  et un autre petit cours d'eau,.
L'Orne, d'une longueur de 170 km, prend sa source dans la commune d'Aunou-sur-Orne et se jette  dans l'embouchure de l'Orne à Merville-Franceville-Plage, après avoir traversé 60 communes. Les caractéristiques hydrologiques de l'Orne sont données par la station hydrologique située sur la commune de Saint-Martin-de-May. Le débit moyen mensuel est de 23,8 m3/s. Le débit moyen journalier maximum est de 442 m3/s, atteint lors de la crue du 6 janvier 2001. Le débit instantané maximal est quant à lui de 477 m3/s, atteint le même jour.

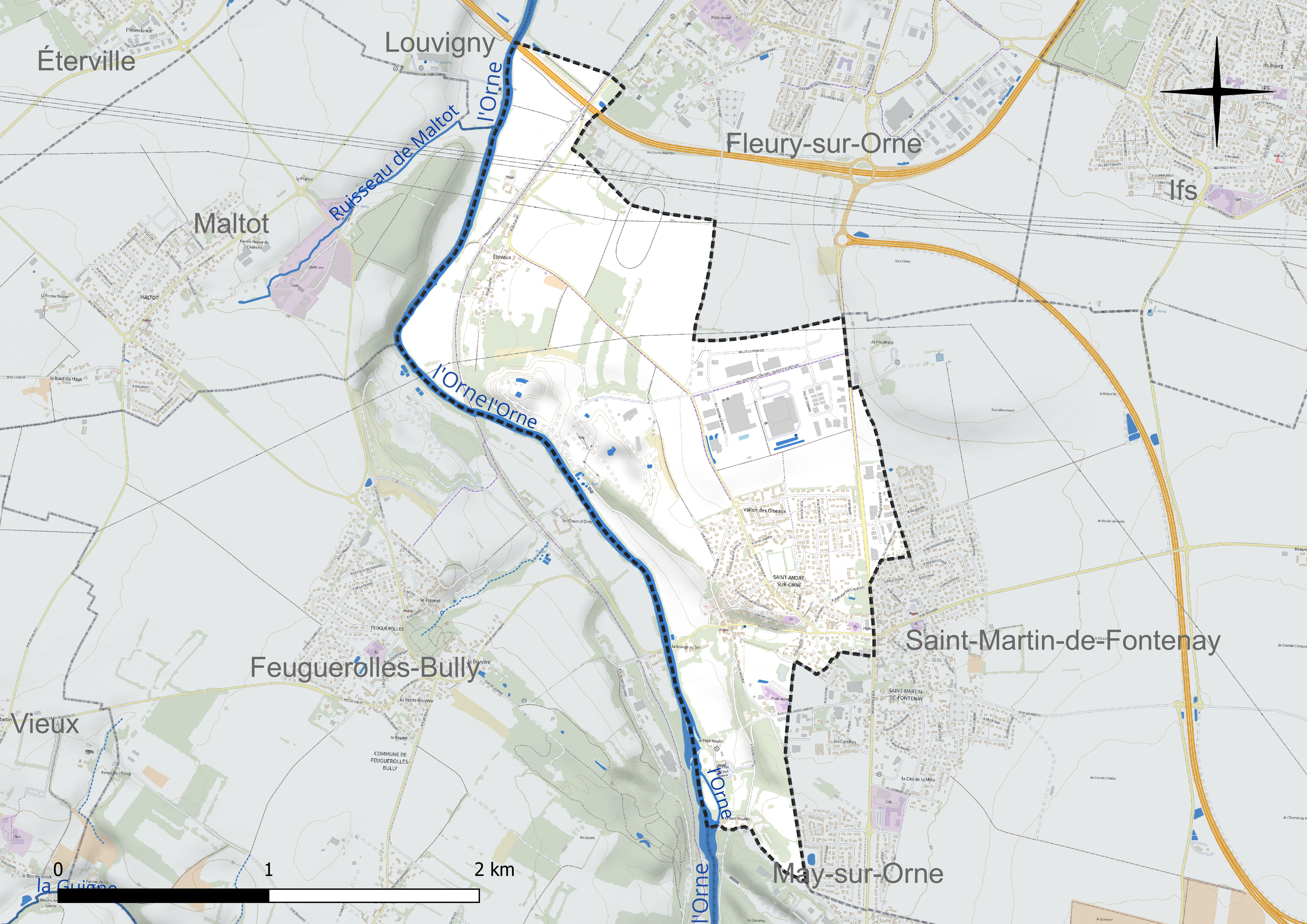
Réseau hydrographique de Saint-André-sur-Orne.

### Climat
Pour des articles plus généraux, voir Climat de la Normandie et Climat du Calvados.
En 2010, le climat de la commune est de type climat océanique altéré, selon une étude du CNRS s'appuyant sur une série de données couvrant la période 1971-2000. En 2020, Météo-France publie une typologie des climats de la France métropolitaine dans laquelle la commune est exposée à un climat océanique et est dans la région climatique Normandie (Cotentin, Orne), caractérisée par une pluviométrie relativement élevée (850 mm/a) et un été frais (15,5 °C) et venté. Parallèlement le GIEC normand, un groupe régional d'experts sur le climat, différencie quant à lui, dans une étude de 2020, trois grands types de climats pour la région Normandie, nuancés à une échelle plus fine par les facteurs géographiques locaux. La commune est, selon ce zonage, exposée à un « climat des plateaux abrités », correspondant à la plaine agricole de Caen à Falaise, sous le vent des collines de Normandie et proche de la mer, se caractérisant par une pluviométrie et des contraintes thermiques modérées.
Pour la période 1971-2000, la température annuelle moyenne est de 10,8 °C, avec  une amplitude thermique annuelle de 12,3 °C. Le cumul annuel moyen de précipitations est de 713 mm, avec 11,9 jours de précipitations en janvier et 7,7 jours en juillet. Pour la période 1991-2020, la température moyenne annuelle observée sur la station météorologique la plus proche, située sur la commune de Carpiquet à 9 km à vol d'oiseau, est de 11,5 °C et le cumul annuel moyen de précipitations est de 740,3 mm,. Pour l'avenir, les paramètres climatiques de la commune estimés pour 2050 selon différents scénarios d'émission de gaz à effet de serre sont consultables sur un site dédié publié par Météo-France en novembre 2022.

## Urbanisme

### Typologie
Au 1er janvier 2024, Saint-André-sur-Orne est catégorisée ceinture urbaine, selon la nouvelle grille communale de densité à 7 niveaux définie par l'Insee en 2022.
Elle appartient à l'unité urbaine de Saint-Martin-de-May, une agglomération intra-départementale dont elle est une commune de la banlieue,. Par ailleurs la commune fait partie de l'aire d'attraction de Caen, dont elle est une commune de la couronne,. Cette aire, qui regroupe 296 communes, est catégorisée dans les aires de 200 000 à moins de 700 000 habitants,.

### Occupation des sols
L'occupation des sols de la commune, telle qu'elle ressort de la base de données européenne d'occupation biophysique des sols Corine Land Cover (CLC), est marquée par l'importance des territoires agricoles (57,3 % en 2018), en diminution par rapport à 1990 (69,9 %). La répartition détaillée en 2018 est la suivante : 
zones urbanisées (26,3 %), terres arables (25,6 %), prairies (21 %), zones agricoles hétérogènes (10,7 %), mines, décharges et chantiers (9,1 %), zones industrielles ou commerciales et réseaux de communication (7,3 %). L'évolution de l'occupation des sols de la commune et de ses infrastructures peut être observée sur les différentes représentations cartographiques du territoire : la carte de Cassini (XVIIIe siècle), la carte d'état-major (1820-1866) et les cartes ou photos aériennes de l'IGN pour la période actuelle (1950 à aujourd'hui).

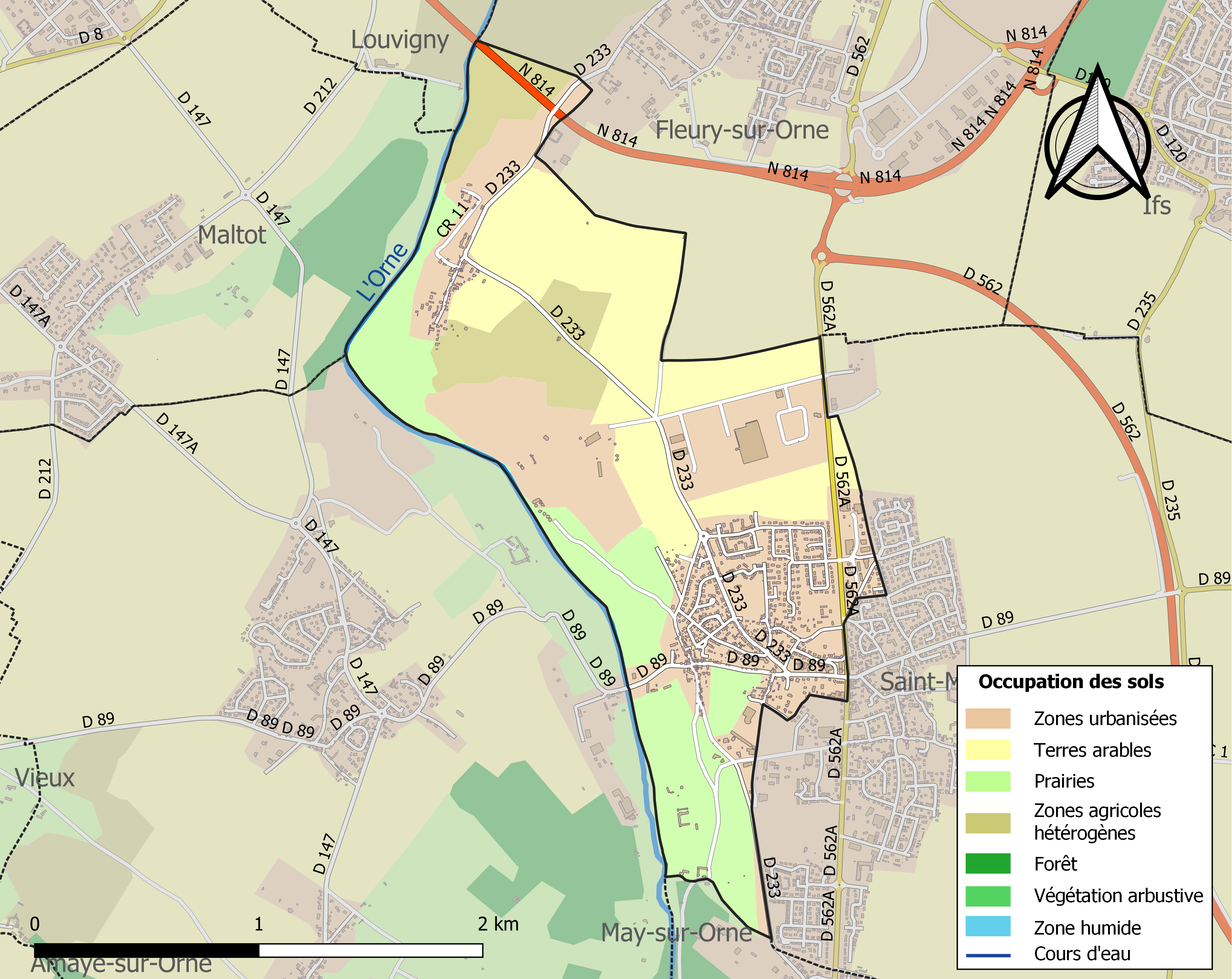
Carte des infrastructures et de l'occupation des sols de la commune en 2018 (CLC).

## Toponymie
Le nom de la localité est attesté sous les formes ecclesia S. Andree vers 1060, Saint-André-de-Fontenay en 1801. En 1911, Saint-André-de-Fontenay est rebaptisé Saint-André-sur-Orne.
La paroisse est dédiée à l'apôtre André.
L'Orne, fleuve côtier dans les deux départements de l'Orne et du Calvados, est en limite nord-ouest du territoire de la commune.

## Histoire
L'histoire de Saint-André est intimement liée à celle de l'importante abbaye fondée par Raoul Tesson (ou Taisson) sur son fief de Fontenay vers 1047. L'actuelle « Sente aux Moines » (qui débute rue du Minerai à Saint-André et se poursuit jusqu'à l'autre côté de la route d'Harcourt à Saint-Martin-de-Fontenay) perpétue le souvenir des moines bénédictins qui furent présents sur cette commune pendant près de 700 ans, du XIe au XVIIIe siècle.
La paroisse de Fontenay fut divisée une première fois pour former les paroisses et seigneuries de Fontenay-le-Marmion et Fontenay-le-Tesson. Entre le XIe et le XIVe siècle, cette dernière fut divisée à nouveau pour former Saint-Martin-de-Fontenay et Saint-André-de-Fontenay.
En 1827, Saint-André-de-Fontenay absorbe la commune voisine d'Étavaux, dotée d'un très ancien village adjacent à la commune d'Allemagne (aujourd'hui Fleury-sur-Orne).
La vie de ce village d'agriculteurs et d'artisans se transforme profondément à la fin du XIXe siècle avec l'arrivée du chemin de fer en 1873 (gare de Feuguerolles - Saint-André), ainsi que l'extension de la carrière d'Étavaux (toujours en activité aujourd'hui) tandis que, en bordure de la commune voisine de May-sur-Orne, s'ouvrent en 1893 des mines (minerai de fer) qui seront exploitées jusqu'à leur fermeture en 1968.
Durant la Seconde Guerre mondiale, lors de la bataille de Caen, de nombreux écoliers de la Maison du Clos (à Caen) ont été « rapatriés » par les nazis à Saint-André-sur-Orne. Mais le village fut peu de temps après libéré par les armées britanniques et surtout canadiennes dans le cadre de l'opération Spring. Les combats furent acharnés, les destructions nombreuses, près de cent jeunes Canadiens donnèrent leur vie pour la libération du village en juillet 1944, d'où les noms de la rue du Royal Black Watch (le régiment canadien), et de l'artère principale du vieux bourg : rue des Canadiens. Les soldats canadiens tués pendant l'opération reposent au cimetière militaire canadien de Bretteville-sur-Laize à côté de Cintheaux.

## Politique et administration

### Liste des maires
| Période                                  | Période   | Identité              | Étiquette | Qualité                                                             |
| ---------------------------------------- | --------- | --------------------- | --------- | ------------------------------------------------------------------- |
| 1989                                     | mars 2008 | Jean-Claude Carabeufs | PS        | Conseiller général du canton de Bourguébus (1988-1992 et 1994-2011) |
| mars 2008                                | En cours  | Christian Delbruel    | PS        | Cadre La Poste (retraité)                                           |
| Les données manquantes sont à compléter. |           |                       |           |                                                                     |

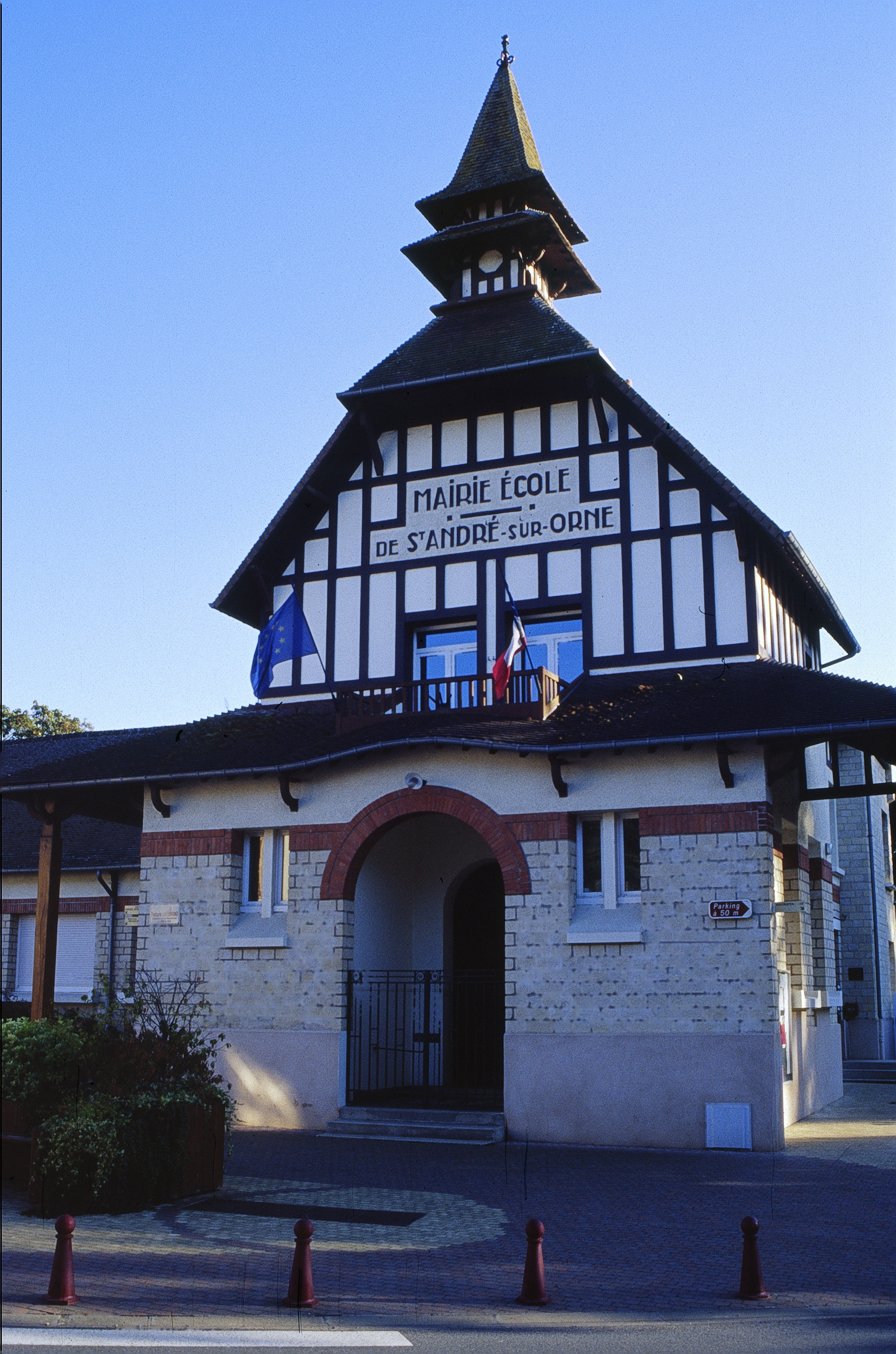
La mairie.

La commune a intégré la communauté d'agglomération Caen la Mer le 1er janvier 2013.

### École élémentaire René-Goscinny
Le 20 novembre 1992, l'école primaire de Saint-André-sur-Orne a été baptisée du nom du scénariste de bandes dessinées René Goscinny, créateur dAstérix, du Petit Nicolas et dIznogoud notamment. Lors de l'inauguration, de nombreuses personnalités étaient présentes : Albert Uderzo, Anne Goscinny, Enki Bilal, Frank Margerin, Philippe Druillet, Pierre Tchernia et Guy Vidal. Une plaque en verre représentant Astérix et Obélix a été fixée près de l'entrée de l'établissement.

### Jumelages
- Stockstadt am Main (Allemagne) depuis 1993.

## Démographie
L'évolution du nombre d'habitants est connue à travers les recensements de la population effectués dans la commune depuis 1793. Pour les communes de moins de 10 000 habitants, une enquête de recensement portant sur toute la population est réalisée tous les cinq ans, les populations de référence des années intermédiaires étant quant à elles estimées par interpolation ou extrapolation. Pour la commune, le premier recensement exhaustif entrant dans le cadre du nouveau dispositif a été réalisé en 2007.

En 2022, la commune comptait 1 727 habitants, en évolution de −4,95 % par rapport à 2016 (Calvados : +1,58 %, France hors Mayotte : +2,11 %).
| 1793 | 1800 | 1806 | 1821 | 1831 | 1836 | 1841 | 1846 | 1851 |
| ---- | ---- | ---- | ---- | ---- | ---- | ---- | ---- | ---- |
| 417  | 513  | 363  | 340  | 440  | 453  | 445  | 443  | 434  |

| 1856 | 1861 | 1866 | 1872 | 1876 | 1881 | 1886 | 1891 | 1896 |
| ---- | ---- | ---- | ---- | ---- | ---- | ---- | ---- | ---- |
| 453  | 425  | 401  | 467  | 394  | 456  | 493  | 412  | 404  |

| 1901 | 1906 | 1911 | 1921 | 1926 | 1931 | 1936 | 1946 | 1954 |
| ---- | ---- | ---- | ---- | ---- | ---- | ---- | ---- | ---- |
| 497  | 529  | 530  | 608  | 628  | 546  | 523  | 442  | 674  |

| 1962 | 1968  | 1975  | 1982  | 1990  | 1999  | 2006  | 2007  | 2012  |
| ---- | ----- | ----- | ----- | ----- | ----- | ----- | ----- | ----- |
| 905  | 1 044 | 1 156 | 1 242 | 1 310 | 1 606 | 1 857 | 1 892 | 1 827 |

| 2017  | 2022  | - | - | - | - | - | - | - |
| ----- | ----- | - | - | - | - | - | - | - |
| 1 831 | 1 727 | - | - | - | - | - | - | - |

## Culture locale et patrimoine

### Lieux et monuments
- Église Saint-André dont le chœur du XIIIe siècle est inscrit au titre des Monuments historiques depuis le 16 septembre 1937[28].
- Chapelle Saint-Orthaire, ancienne église paroissiale d'Étavaux, des XIIe et XIIIe siècles, inscrite au titre des Monuments historiques depuis le 21 juin 1927[29]. On trouve un cadran canonial sur le mur sud de la chapelle.
- Ancienne abbaye Saint-Étienne de Fontenay dont les bâtiments conventuels (un bâtiment du XIIIe siècle au bord de l'Orne et le logis abbatial du XVIIIe siècle) sont inscrits au titre des Monuments historiques depuis le 17 janvier 1945 et le parc site classé depuis le 20 juillet 1943[30].
- Gare de Feuguerolles Saint-André.
- École élémentaire René-Goscinny.
- Première et Seconde Guerres mondiales : monument aux morts 1914-1918 et 1939-1945 (en face de l'école René-Goscinny), et monument aux morts canadiens juillet 1944 (rue des Canadiens, à côté du vieux lavoir alimenté par le Coisel).
- Château du Val des Moulins (XVIIIe siècle) aujourd'hui Clos Saint-Joseph, rue des Moulins.

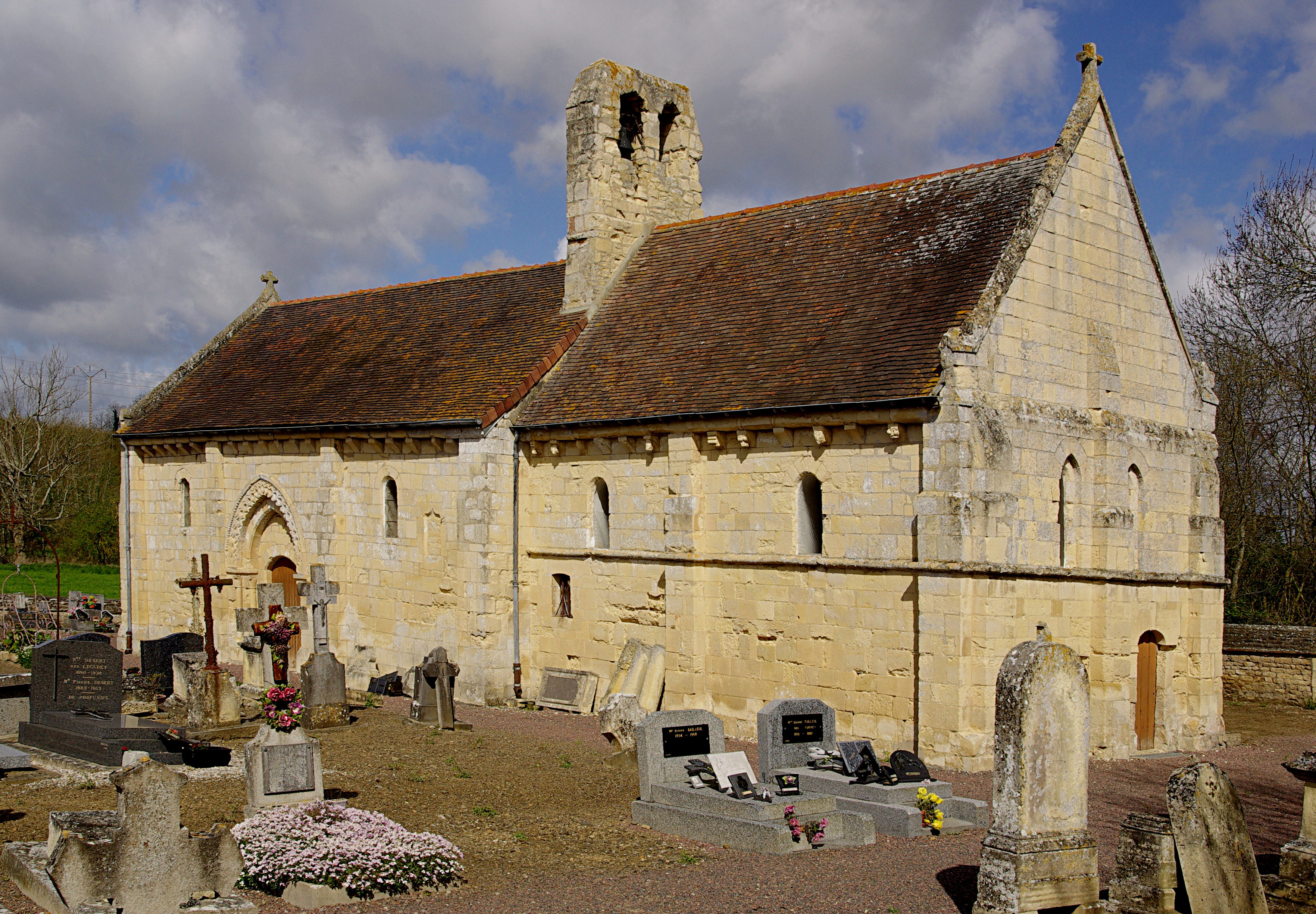
La chapelle Saint-Orthaire d'Étavaux.
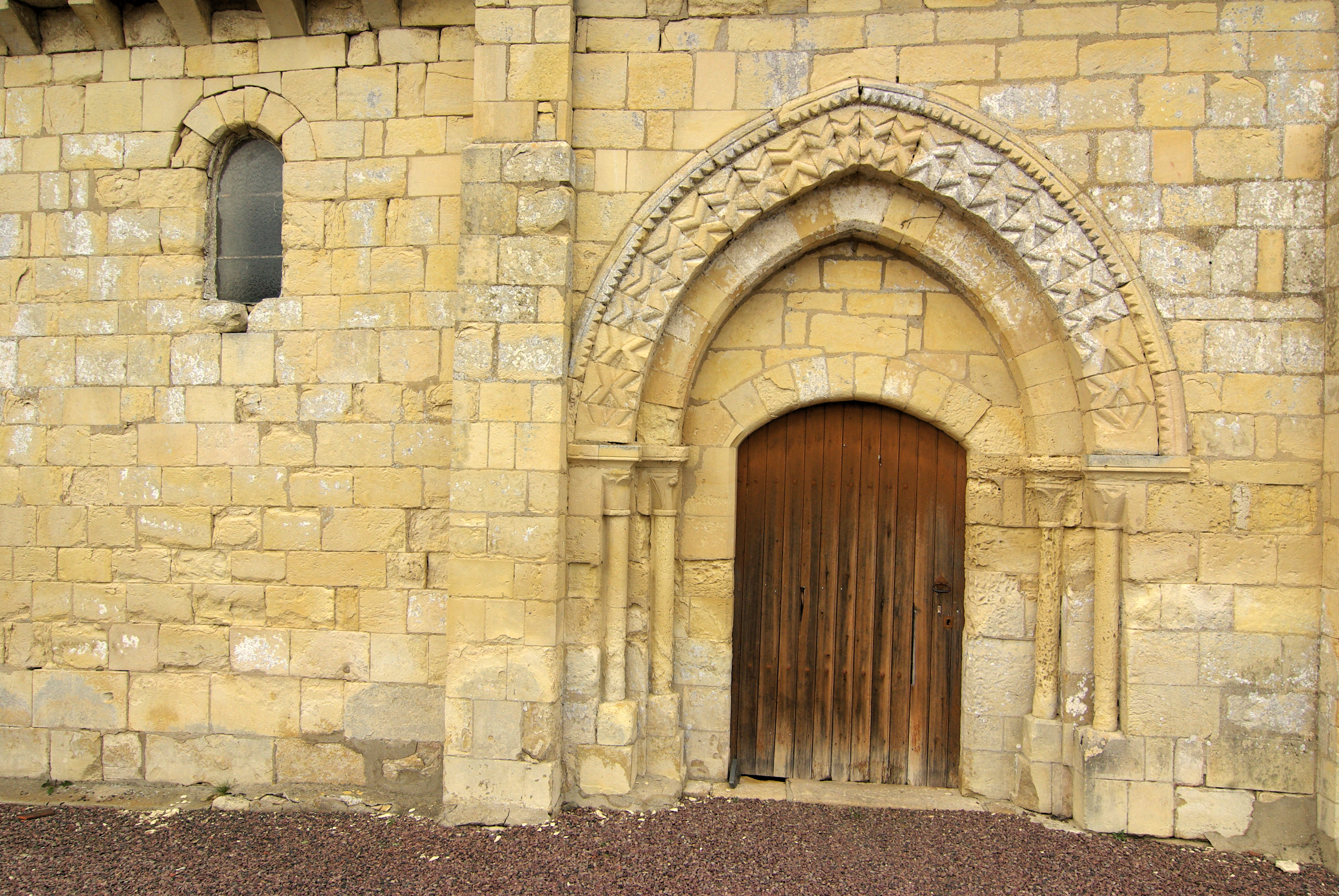
La porte de la chapelle Saint-Orthaire.
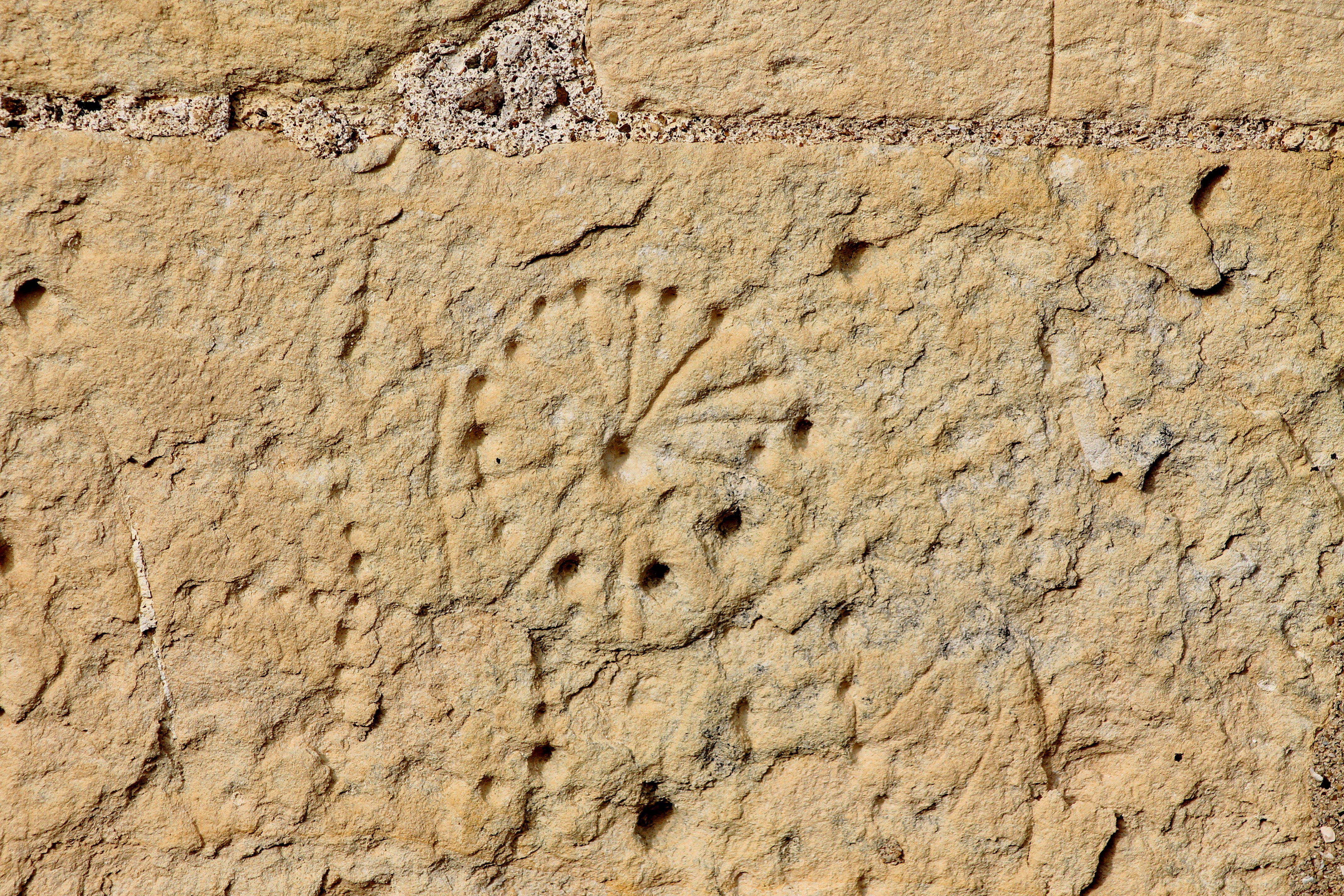
Le cadran canonial de la chapelle.
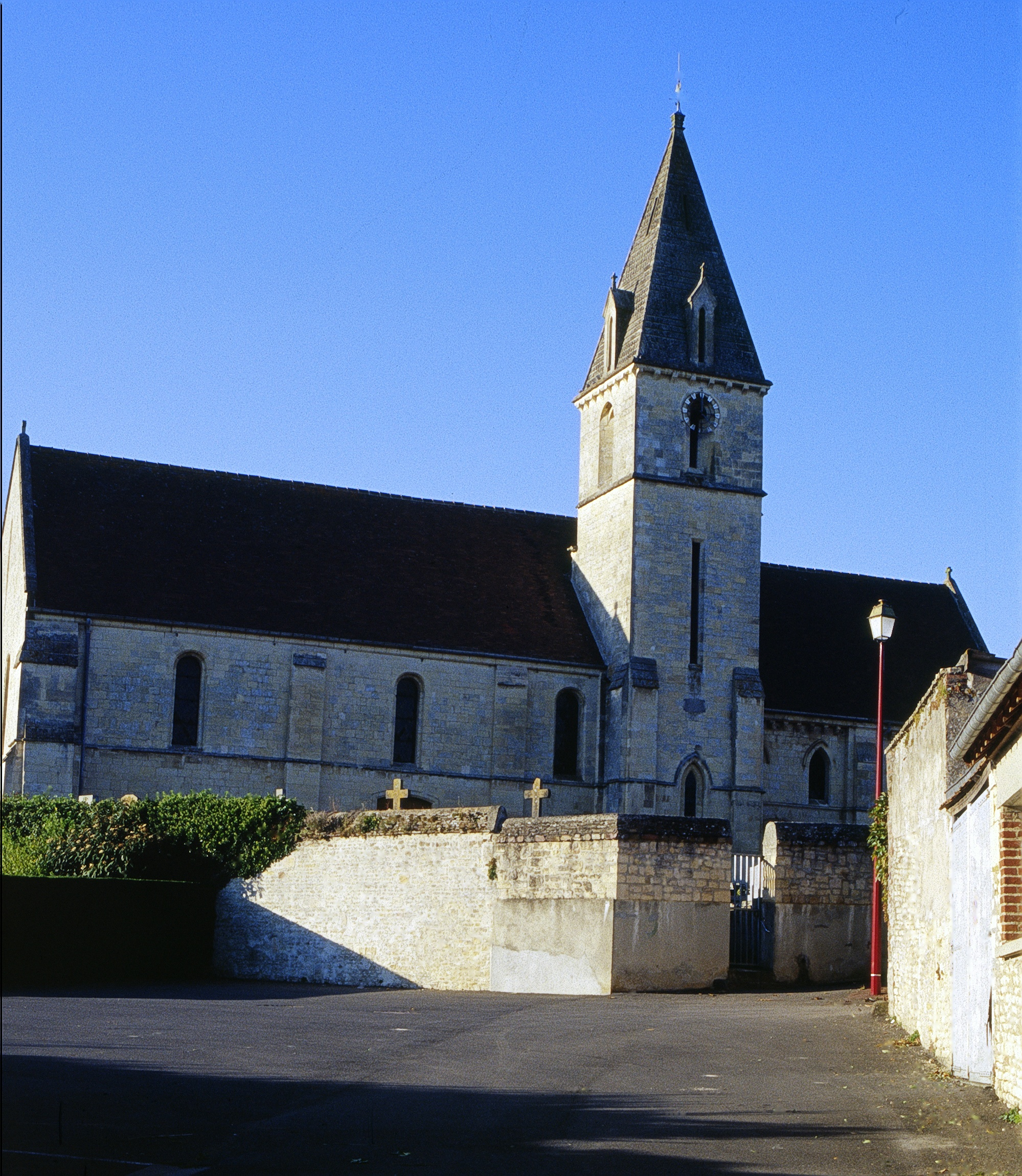
L'église Saint-André.
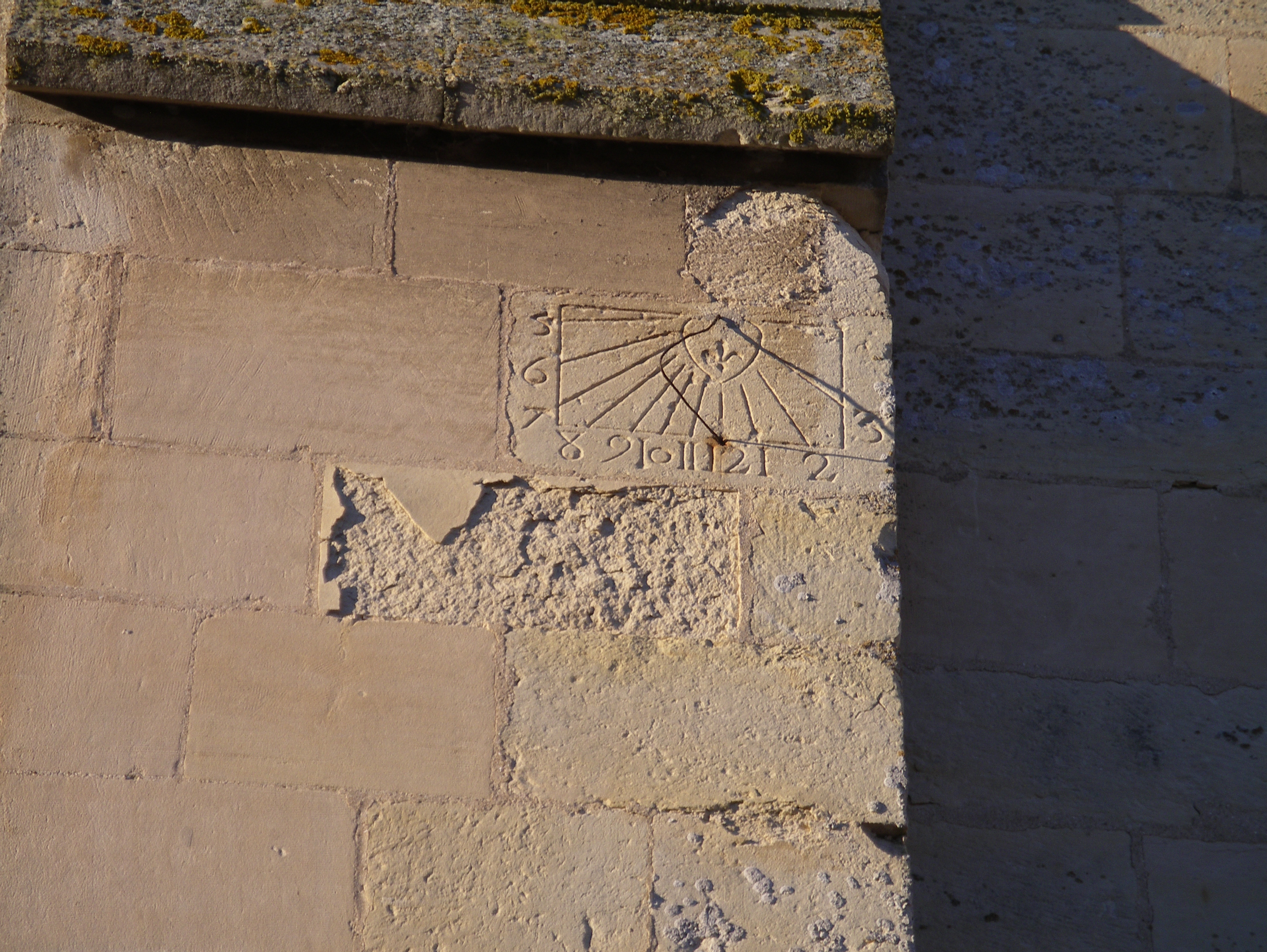
Le cadran solaire sur l'église Saint-André.
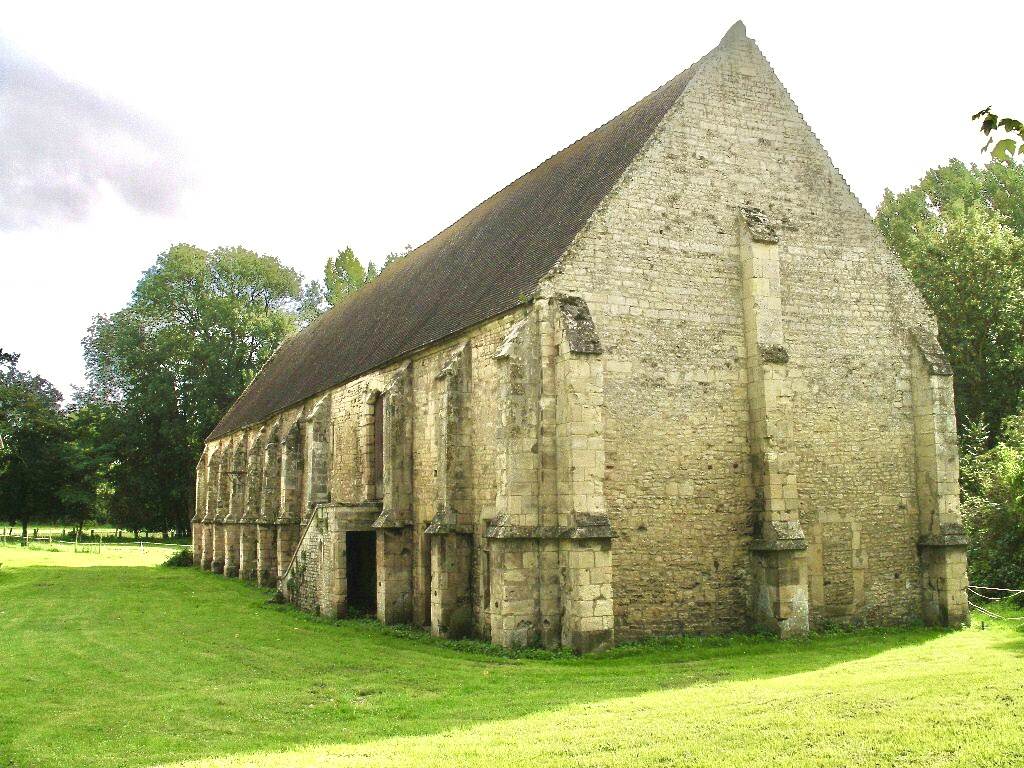
L'abbaye Saint-Étienne de Fontenay (bâtiment conventuel du XIIIe siècle).

### Personnalités liées à la commune
- Henri V d'Angleterre (1387 - 1422), roi d'Angleterre de 1413 à 1422. Alors qu'il menait avec son armée une vaste opération de reconquête du territoire français, le roi passa la nuit du lundi 16 août 1417 à l'abbaye Saint-Étienne de Fontenay[31].
- Pierre-Daniel Huet (1630-1721), natif de Caen, sous-précepteur du Grand Dauphin à la Cour, membre de l'Académie française (1674), évêque d'Avranches, fut abbé de l'abbaye de Fontenay, qu'il aménagea et où il résida, de 1699 à 1721.
- Juan Bautista Alberdi (1810-1884) : Argentin, homme politique et juriste de classe internationale, inspirateur de la Constitution argentine de 1853, ministre plénipotentiaire à Paris, vient passer ses étés à Saint-André où une rue conserve son souvenir.
- Alexandre Carel (1833-1896), commandeur de l'ordre de Saint-Grégoire-le-Grand, avocat, professeur, collaborateur puis successeur de Demolombe dans la chaire de procédure civile à l'université de Caen, auteur de La France après le traité de Brétigny. Un monument lui est consacré au palais de justice de Caen[32]. Il fait l'acquisition de l'ancienne abbaye de Fontenay en 1872.
- Maurice Fouque (1899 - 1945), résistant né à Saint-André-de-Fontenay, déporté et mort au Schloss Hartheim. Un stade porte son nom à Caen, et une rue à Mondeville.
- Ernest Bourgault (1918 - 2009), écrivain canadien. Séjourna à Saint-André-sur-Orne durant la Seconde Guerre mondiale. Il raconte cet épisode dans son livre Ma guerre buissonnière[33].